# Оя Аюмі
Оя Аюмі (яп. 大矢 歩; нар. 8 листопада 1994) — японська футболістка. Вона грала за збірну Японії.

## Клубна кар'єра
У 2011 році дебютувала в «Ехіме».

## Кар'єра в збірній
Дебютувала у збірній Японії 9 квітня 2017 року в поєдинку проти Коста-Рики. З 2017 по 2018 рік зіграла 9 матчів в національній збірній.

## Статистика виступів
| Збірна Японії | Збірна Японії | Збірна Японії |
| Рік           | Матчі         | Голи          |
| ------------- | ------------- | ------------- |
| 2017          | 8             | 0             |
| 2018          | 1             | 0             |
| Загалом       | 9             | 0             |